# Gnomonia leightonii
Gnomonia leightonii är en svampart som först beskrevs av Berk. & Broome, och fick sitt nu gällande namn av Aptroot 2006. Gnomonia leightonii ingår i släktet Gnomonia och familjen Gnomoniaceae.   Inga underarter finns listade i Catalogue of Life.